# Bihastina euthecta
Bihastina euthecta là một loài bướm đêm trong họ Geometridae.